# Anne Tran
Anne Tran (Neuilly-sur-Seine, 27 aprile 1996) è una giocatrice di badminton francese.

## Palmarès
- Giochi europei

Minsk 2019: bronzo nel doppio femminile.
- Europei

Huelva 2018: argento nel doppio femminile.